# Kościół św. Józefa Robotnika w Rybniku
Kościół świętego Józefa Robotnika – rzymskokatolicki kościół parafialny należący do dekanatu Rybnik archidiecezji katowickiej. Znajduje się w rybnickiej dzielnicy Smolna. Świątynia należy do Prowincji Wniebowzięcia Najświętszej Maryi Panny Zakonu Braci Mniejszych w Katowicach.
Po licznych komplikacjach w dniu 8 stycznia 1937 roku uzyskano zgodę na budowę świątyni. Ojciec Kolumban Sobota podpisał umowę z architektem Henrykiem Gambcem i już w dniu 1 czerwca 1937 roku rozpoczęto prace budowlane. Były prowadzone przez 6 miesięcy. W dniu 19 grudnia 1937 roku prowincjał o. Michał Porada, w obecności burmistrza Władysława Webera oraz tłumu wiernych, poświęcił świątynię.
Ołtarz główny został wykonany z marmuru karraryjskiego. W jego środkowej części został zawieszony duży, dębowy krzyż obok którego zostały umieszczone figury Matki Bożej i św. Jana. W oknach zostały wprawione witraże przedstawiające postacie św. Józefa i św. Anny oraz św. Paschalisa i bł. Jana Dunsa Szkota. Te duże ufundowali Józef Gomola i Maria Wieczorek z Rybnika, natomiast małe zostały ufundowane przez klasztor. Świątynia systematycznie otrzymywała nowe elementy wyposażenia. Ławki zostały wykonane przez stolarza Józefa Ptaszyńskiego z Rybnika. Został również ustawiony nowy konfesjonał, który wykonał rybnicki rzeźbiarz Andrzej Jędrzejczyk. W tym czasie pomieszczenia były ogrzewane za pomocą gorącego powietrza. W 1938 roku zostały zawieszone trzy dzwony, które w dniu 13 listopada tego samego roku zostały poświęcone przez prowincjała o. Antoniego Marię Galikowskiego. W 1939 roku świątynia otrzymała o nowy ołtarz, ozdobiony grupą rzeźb przedstawiających śmierć św. Józefa w towarzystwie Maryi i Jezusa. W czasie okupacji niemieckiej świątynia wzbogaciła się o figurę Matki Bożej, organy firmy Riedel oraz ołtarze św. Antoniego i św. Franciszka. W 1953 roku został wykonany ołtarz Najświętszego Serca Pana Jezusa, a także figury św. Paschalisa oraz św. Marii Małgorzaty Alacoque. Te ostatnie są dziełem stolarza Józefa Masorza z Zamysłowa.